# Sanya Dharmasakti

Sanya Dharmasakti (ca. 1959)

Sanya Dharmasakti (Thai: สัญญา ธรรมศักดิ์ RTGS: Sanya Thammasak; * 5. April 1907 in Bangkok; † 6. Januar 2002 ebenda) war ein thailändischer Jurist. Er war von 1963 bis 1967 Präsident des Obersten Gerichtshofs, von 1970 bis 1973 Rektor der Thammasat-Universität, von 1973 bis 1975 Premierminister und von 1975 bis 1998 Vorsitzender des Kronrats von Thailand.

## Leben und Karriere
Sanya war der Sohn von Phraya Dhammasaraweth Wisephakdee (Thongdee Dharmasakti) und Khunying Chuen Dharmasakti. Er heiratete später Than Phu Ying Pa-nga Dharmasakti.

### Ausbildung, Richter und Professor
Seine Ausbildung erhielt er am Assumption College und an der Rechtsschule des Justizministeriums. Nach seinem Abschluss erhielt er die Rechtsanwaltszulassung der Thai Bar Society. Er bekam ein Stipendium für weitere Studien an der Middle Temple Bar Academy in Großbritannien und wurde auch dort als Barrister zugelassen.
Nach seiner Rückkehr in Thailand arbeitete Sanya zunächst im Justizministerium und ging später als Richter an das Berufungsgericht, wurde Oberrichter der Provinz Chiang Mai, Ständiger Sekretär des Justizministeriums, Richter am Obersten Gerichtshof und schließlich dessen Vorsitzender. Nach seinem Ausscheiden aus dem Justizdienst wurde er Mitglied des Kronrats und Dekan der rechtswissenschaftlichen Fakultät der Thammasat-Universität in Bangkok. Schließlich wurde er auch Rektor der Universität.

### Amtszeit als Ministerpräsident

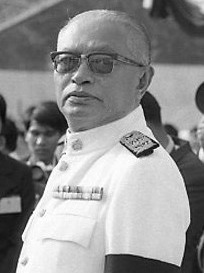
Sanya Dharmasakti im Jahr 1974

Nachdem der langjährige Militärdiktator Feldmarschall Thanom Kittikachorn im Zuge des (maßgeblich von Studenten der Thammasat-Universität initiierten) demokratischen Volksaufstands 1973 zurückgetreten war, ernannte König Bhumibol Adulyadej den von ihm persönlich ausgesuchten Sanya Dharmasakti am späten Abend des 14. Oktober 1973 zum Premierminister. Nach eigenen Aussagen traf die Ernennung den bis dahin politisch nicht aktiven Sanya völlig unvorbereitet und überraschend. Zwei Tage später verließen Thanom, sein Sohn Oberst Narong Kittikachorn und sein Stellvertreter Feldmarschall Praphas Charusathien, die von ihren Gegnern als die „Drei Tyrannen“ bezeichnet wurden, das Land.
Die wichtigste Aufgabe in Sanyas Amtszeit war die Ausarbeitung einer neuen, demokratischen Verfassung. Sowohl Studentengruppen, Arbeiter- und Bauernorganisationen, die sich durch die erfolgreiche Erhebung des Oktobers 1973 ermutigt fühlten, aber nicht in der vom König ernannten Verfassunggebenden Versammlung vertreten waren, als auch reaktionäre Kräfte, die um ihre Privilegien bangten, übten großen Druck auf die Regierung und die verfassunggebende Versammlung aus. Ende November 1973 kam es zu einem landesweiten Streik, außerdem war auch Thailand von der globalen Ölkrise betroffen.
Am 22. Mai 1974 trat Sanya zurück, nachdem sein Entwurf einer Verfassung sich nicht durchgesetzt hatte und er immer weniger öffentliches Vertrauen in die Regierung feststellte. Der König drängte ihn jedoch, sein Amt fortzuführen, und ernannte ihn fünf Tage später von Neuem. Im Oktober 1974 konnte dann endlich die neue Verfassung in Kraft treten. Ein Jahr nach dem Volksaufstand protestierten 20.000 landlose Bauern vor dem Amtssitz des Premiers und warfen seiner Regierung vor, sie belogen und betrogen zu haben. Als Feldmarschall Thanom zum Jahresende 1974 versuchte, nach Thailand zurückzukehren, wies Sanya ihn um der Aufrechterhaltung des öffentlichen Friedens willen ab. Nachdem im Januar 1975 demokratische Wahlen stattgefunden hatten, übergab Sanya am 15. Februar die Regierungsführung an Seni Pramoj, der einer instabilen und kurzlebigen Koalitionsregierung vorstand.

### Kronrat
Nach seiner politischen Laufbahn wurde Sanya zum Präsidenten des Kronrats ernannt und trat am 4. September 1998 wegen seines Gesundheitszustands von dieser Position zurück. Von 1984 bis 1999 war er zudem Präsident der World Fellowship of Buddhists.
Sanya Dharmasakti starb am 6. Januar 2002 im Alter von 96 Jahren.
Nach ihm ist das an der Thammasat-Universität angesiedelte Sanya Dharmasakti Institute for Democracy benannt.